# Ascendance of a Bookworm
Ascendance of a Bookworm, в Японии известная как Honzuki no Gekokujō: Shisho ni Naru Tame ni wa Shudan o Erandeiraremasen (яп. 本好きの下剋上 ～司書になるためには手段を選んでいられません～ хондзуки но гэкокудзё:: сисё ни нару тамэ ни ва сюдан о эрандэирарэмасэн, «Революция книголюба: чтобы стать библиотекарем, я готова на всё») — серия японских ранобэ, написанных Мией Кадзуки (яп. 香月美夜) и проиллюстрированных Ю Сииной (яп. 椎名優). Изначально выходила на любительском сайте Shōsetsuka ni Narō с сентября 2013 по март 2017 года. Была приобретена для публикации TO Books, которые с января 2015 года выпустили 33 тома основного повествования, 3 дополнительных тома и один том побочной истории.
Манга-версия первой части с иллюстрациями Судзуки выходила на сайте Niconico Seiga с октября 2015 по июль 2018. Она была позже выпущена в виде семи танкобонов издательством TO Books.
И ранобэ, и манга выпускается на английском J-Novel Club. На французском ранобэ выпускается LaNovel Édition, а манга Ototo. На испанском манга выпускается Kitsune Books. На итальянском манга выпускается RW Goen .
Аниме-сериал был создан студией Ajia-do Animation Works, которая экранизировала первые две части ранобэ. Премьерный показ первой части сериала начался 3 октября 2019 года. Состоящее из двух частей OVA вышло 10 марта 2020 года. Премьерный показ второй части начался 5 апреля 2020 года. Третья часть сериала стартовала 12 апреля 2022 года.
6 декабря 2023 года было объявлено, что студия Wit Studio начнёт выпуск экранизации третьей части ранобэ («Приёмная дочь правителя»). 5 декабря 2024 года TO Books уточнили, что это будет телевизионный аниме-сериал, премьера которого запланирована на 2026 год.
В июле 2024 года было объявлено, что ранобэ адаптируют в мюзикл. 25 апреля 2025 года мюзикл был выпущен на DVD.